# Informatyka afektywna
Informatyka afektywna – dział informatyki, zajmuje się metodami i narzędziami rozpoznawania, analizy, interpretacji i symulacji stanów emocjonalnych użytkowników komputerów.
Dziedzina ta została wyodrębniona w 1995 roku przez Rosalind Picard i nazwana affective computing. Ponieważ istnieje bogata literatura w języku angielskim i raczej znikoma w języku polskim, brak jest odpowiedników pojęć używanych w tej dyscyplinie leżącej na styku informatyki i psychologii. Zgodnie ze słownikiem angielskie słowo affective można przetłumaczyć jako afektywny lub emocjonalny, natomiast computing tłumaczy się jako przetwarzanie, komputyka lub informatyka. W związku z wątpliwościami dotyczącymi prawidłowości tłumaczenia nazwy dziedziny zasięgnięto opinii Rady Języka Polskiego. W dniu 5 września 2013 roku Zespół Terminologii Informatycznej Rady Języka Polskiego wydał opinię, zgodnie z którą polskim odpowiednikiem nazwy dziedziny affective computing jest określenie przetwarzanie emocjonalne.  Zaproponowana nazwa budzi jednak wiele wątpliwości, ponieważ kojarzy się raczej z działem psychologii niż informatyki.
Informatyka afektywna obejmuje:
- metody rozpoznawania stanów emocjonalnych użytkowników komputerów i urządzeń mobilnych na podstawie różnorodnych charakterystyk (mimika, postawa ciała, parametry fizjologiczne, głos, tekst, wzorce behawioralne);
- metody reprezentacji stanów emocjonalnych na potrzeby przetwarzania komputerowego;
- tworzenie aplikacji afektywnych (ang. affective) i postrzegających emocje (ang. affect-aware);
- modele interwencji afektywnych;
- analizę ładunku emocjonalnego tekstu (ang. sentiment analysis);
- symulacje stanów emocjonalnych na potrzeby wirtualnych postaci.